# Abel Burja
Abel Burja (Berlin 30 août 1752 – 16 février 1816) est un pasteur protestant prussien, fils d'une famille d'exilés français. Inventeur d'une pasilalie et d'un télégraphe optique, il est aussi un des créateurs du métronome (1790) et du code binaire.
« Régent de la seconde classe » et « maître de mathématiques » au collège français de Berlin, il obtient en 1777 la place de « gouverneur » des enfants d’une famille russe et se met en route pour aller chercher les deux fils aînés de la famille. Revenu à Berlin, il fait paraître le récit de son voyage qui contient une des premières descriptions ethnographiques des Estoniens en langue française.
Il est aussi géomètre et ami de Giacomo Casanova dont il présente l'œuvre mathématique à Berlin.

## Publications
Liste des publications d'Abel Burja (non exhaustive) :
- Phédon ou Dialogues Socratiques sur l’Immortalité de l’Ame écrit en Allemand par Moise Fils de Mendel, et traduit par Burja, Berlin, 1772
- La petite philosophie, ou principes de l'art de bien penser, de bien dire, et de bien faire, Petersbourg, Leipsic, 1784.
- Le prix de la liberté religieuse et civile, Berlin, 1785.
- Observations d’un voyageur sur la Russie, la Finlande, la Livonie, la Curlande et la Prusse, Maastricht, Jean-Edme Dufour & Ph. Roux, 1787 (extraits en ligne).
- Grundlehren der Statik oder desjenigen Theils der Mechanik, welcher vom Gleichgewicht bei festen Körpern und Maschinen handelt, Berlin ; Liebau, Lagarde & Friedrich, 1789
- Grundlehren der Hydrostatik oder desjenigen Theils der Mechanik, welcher vom Gleichgewichte des Wassers, der Luft, und überhaupt aller flüssigen Materialien, wie auch von der auf diesem Gleichgewichte gegründeten Maschine handelt, Berlin, Liebau, Lagarde & Friedrich, 1790.
- Grundlehren der Dynamik, oder desjenigen Theiles der Mechanik welcher von den festen Körpern im Zustande der Bewegung handelt, Berlin, Lagarde, 1791
- Grundlehren der Hydraulik oder desjenigen Theils der Mechanik, welcher von der Bewegung und dem Widerstande flüssiger Materien handelt, Berlin, F. T. Lagarde, 1792.
- Grundlehren der Hydraulik, oder desjenigen Theiles der Mechanik, welcher von der Bewegung flüssiger Materien handelt, Berlin, 1792
- Der mathematische Maler oder gründliche Anweisung zur Perspektive nach verschiedenen Methoden : nebst einem Anhange über die theatralische Perspektive und der Beschreibung eines neuen perspektivischen Instruments, Berlin, Schöne, 1795.
- Lehrbuch der Astronomie, Berlin, Schöne.
- Der selbstlernende Algebrist, oder deutliche Anweisung zur ganzen Rechenkunst, worunter sowohl die Arithmetik und gemeine Algebra, als auch die Differenzial- und Integral-Rechnung begriffen ist, Berlin ; Libau, Lagarde & Friedrich.
- Der selbstlehrende Geometer, oder deutliche Anweisung zur Messkunst, worin sowohl die eigentliche Geometrie, als auch die ebene und sphärische Trigonometrie, nebst einer Anleitung zum Nivelliren und Landmessen enthalten ist, Leipzig, Koechly.
- Die Pasilalie : oder kurzer Grundriss einer allgemeinen Sprache, zur bequemen sowol schriftlichen als mündlichen Mittheilung der Gedanken unter allen Völkern, Berlin, Duncker u. Humblot, 1809.